# Arnulf de Caríntia
Arnulf de Caríntia (850 - 8 de desembre de 899) va ser marcgravi de Caríntia, rei de la Frància Oriental, rei de Lotaríngia i emperador d'Occident, de la dinastia carolíngia.
Arnulf era fill natural del rei Carloman de Baviera i de Litswinde, filla del comte Eberhard de Caríntia. L'any 876 va esdevenir duc de Caríntia.

## Desintegració de l'imperi carolingi
L'any 887 la popularitat de Carles el Gras es trobava als moments més baixos, sense fills legítims i percebut com a covard i incompetent davant els atacs víkings i el seu setge de París. Els seus intents de nomenar hereu el fill bastard que havia tingut amb una concubina van trobar-se amb l'oposició dels bisbes i Carles va haver de claudicar. Aquell estiu va rebre els seus parents, el comte de París Odó i el margravi de Friül Berenguer, per discutir la seva successió. El mateix any la seva cosina Ermengarda, filla de Lluís d'Itàlia i vídua de Bosó V de Provença, va portar el seu fill Lluís a la cort. Carles el va confirmar com a hereu de Provença, i és possible que pensés nomenar-lo successor al capdavant de l'Imperi. Però aleshores van arribar notícies que el seu nebot Arnulf de Caríntia havia aplegat un exèrcit i volia aconseguir el control de Germania. Tot i que els alamans es van mantenir fidels a Carles, el regne oriental es va col·lapsar. Carles, que havia tornat a patir atacs de la seva malaltia, va ser declarat incapaç per governar i fou obligat a abdicar el 17 de novembre de 887 durant una dieta que Carles havia convocat per Sant Martí a Tribur, no gaire lluny de Magúncia, Arnulf va liderar una revolta de nobles que boicotejaven la supremacia de l'emperador.

## Primers anys de vida

### Il·legitimitat i primers anys
Arnulf era el fill il·legítim de Carloman de Baviera, i Liutswind, que podria haver estat germana d'Ernst, comte del margraviat de Baviera Nordgau, a la zona de l'Alt Palatinat, o potser el burgravi de Passau, segons altres fonts. Després del naixement d'Arnulf, Carloman es va casar, abans de l'any 861, amb una filla d'aquest mateix comte Ernst, que va morir després del 8 d'agost de 879. Com que és principalment la historiografia de Frància Occidental la que parla de la il·legitimitat d'Arnulf, és molt possible que les dues dones siguin en realitat la mateixa persona, Liutswind, i que Carloman es casés amb la mare d'Arnulf, legitimant així el seu fill.
El seu pare va concedir a Arnulf el domini del Ducat de Caríntia, un estat vassall franc i successor de l'antic Principat de Carantània, després que Carloman es reconciliés amb el seu propi pare, el rei Lluís l'Alemany, i fos nomenat rei al Ducat de Baviera.
Arnulf va passar la seva infantesa a Mosaburch o Mosapurc, que es creu àmpliament que és Moosburg a Caríntia. Moosburg es trobava a unes poques milles d'una de les residències Imperials, el Kaiserpfalz carolingi de Karnburg, que havia estat la residència dels prínceps de Carantan. Arnulf va mantenir el seu seient aquí, i dels esdeveniments posteriors es pot deduir que els carantanis, des de molt aviat, el van tractar com el seu mateix duc. Més tard, després d'haver estat coronat rei de Frància Oriental, Arnulf va convertir el seu antic territori de Caríntia en la Marca de Carintia, una part del Ducat de Baviera.

### Sobirà regional
Després que Carloman va ser incapacitat per un ictus l'any 879, Lluís III d'Alemanya va heretar Baviera, Carles el Gras va rebre el Regne d'Itàlia i Arnulf va ser confirmat a Caríntia per un acord amb Carloman. No obstant això, Baviera va ser més o menys governada per Arnulf durant l'estiu i la tardor de 879 mentre el seu pare va organitzar la seva successió. També se li va concedir Panònia, en paraules dels Annals fuldenses, o Carantanum, en paraules de Reginó de Prüm. La divisió del regne es va confirmar l'any 880 després de la mort de Carloman.
Quan Engelschalk II de Pannònia l'any 882 es va rebel·lar contra el margravi Aribo i va encendre la Guerra de Wilhelminer, Arnulf li va donar suport i va acceptar l'homenatge seu i del seu germà. Això va arruïnar la relació d'Arnulf amb el seu oncle, l'emperador Carles el Gros, i el va posar en guerra amb Svatopluk de Moràvia. Pannònia va ser envaïda, però Arnulf es va negar a renunciar als joves Wilhelminers. Arnulf no va fer les paus amb Svatopluk fins a finals de 885, moment en què el governant de Moràvia era lleial a l'emperador. Alguns estudiosos veuen que aquesta Guerra destrueix les esperances d'Arnulf de succeir Carles el Gros.

## Rei de Frància Oriental

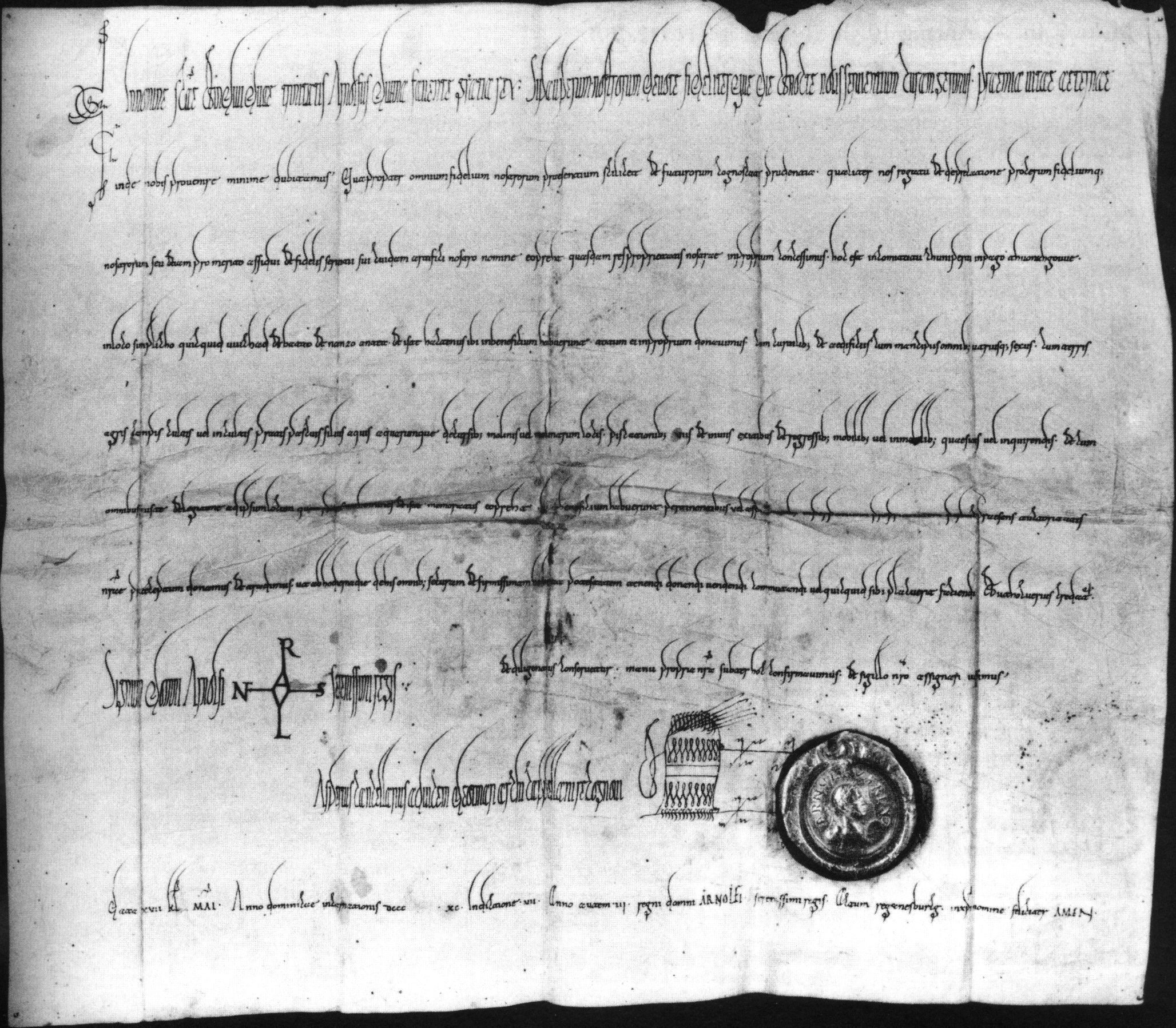
Carta de donació del rei Arnulf de Carintia, emesa el 15 d'abril de 890 a Ratisbona.

Reunits en assemblea a Forchheim el desembre, els grans dels cinc ducats ètnics de la Frància Occidental (Suàbia, Baviera, Francònia, Saxònia i Turíngia) van escollir com a rei a Arnulf, que tenia una reputació militar afalagadora. Poc després, el 12 de gener de 888, Carles el Gros moria abandonat i sense hereu legítim al castell reial de Neudingen a Suàbia. Amb la seva deposició i mort l'Imperi Carolingi es va desintegrar definitivament. A Frància Occidental, el comte Odó de París, a qui Carles havia conferit honors, va pujar al poder i a Itàlia, el marquès Berenger de Friül va ser elegit rei dels llombards a Pavia, i els nobles de Lotaringia van triar el rei Rodolf I de Borgonya com a sobirà a la primavera de 888. El títol imperial va quedar vacant.
Després de ser deposat el seu oncle l'emperador Carles III el Gras, Arnulf es va convertir en rei de la Frància Oriental i de Lotaríngia (887). El 890 va lluitar amb èxit contra els eslaus a Pannònia i en 891, els víkings van envair Lotaringia i van aixafar un exèrcit franc oriental a Maastrich però al setembre de 891, amb el suport del bisbe de Lieja, Francó de Tongeren, Arnulf es va traslladar amb un exèrcit primer a Arras i després a Lovaina i va poder posar fi a les incursions normandes a Frància Oriental amb la seva victòria al Dijle. Aleshores, els normands finalment es van allunyar del seu regne i es van concentrar en el regne dels francs occidentals. Això va permetre consolidar el nord del regne d'Arnolf i després d'aquesta victòria, Arnulf va construir un castell en una illa del riu Dijle.
Quan va arribar a governar a Carantània i Pannònia l'any 876, Arnulf va mantenir bones relacions amb Svatopluk I, el príncep de Moràvia, i després de la seva elecció com a rei, Arnulf volia la pau amb Svatopluk. Per tant, a la primavera del 890 li va cedir la supremacia sobre Bohèmia. Tanmateix, el tractat de pau renovat en 891 va durar poc. Arnulf era més un lluitador que un negociador. L'any 890 va lluitar amb èxit contra els eslaus a Panònia. A principis/mitjans de 891, els víkings van envair Lotaríngia i van aixafar un exèrcit franc oriental a Maastricht. Termes com ara "víkings", "danesos", "homes del nord" i "noruecs" s'han utilitzat de manera lliure i intercanviable per descriure aquests invasors. El setembre de 891, Arnulf va repel·lir els víkings i va acabar essencialment amb els seus atacs en aquest front. Els Annals fuldenses informen que hi havia tants homes del nord morts que els seus cossos van bloquejar el curs del riu. Després d'aquesta victòria, Arnulf va construir un castell en una illa del riu Dijle.  La victòria d'Arnulf sobre els normands li va permetre consolidar la seva posició i emprendre la lluita contra Svatopluk per reforçar la seva posició a l'est i recuperar els territoris perduts. Arnulf va emprendre campanyes contra l'Imperi Morau l'estiu de 892 i 893, i després de la mort de Svatopluk l'any 894, va poder fer les paus amb els seus fills.
A diferència dels seus predecessors, Arnolf només va abandonar l'Imperi Franc d'Orient per a dues campanyes contra els moraus (892 i 893) i les seves dues campanyes a Itàlia (894 i 895/96), quan va enfrontar-se a Lambert de Spoleto i va aconseguir ser designat emperador d'Occident el 25 d'abril de 896, quan encara ho era Lambert. L'any 898, l'emperador i rei d'Itàlia, Lambert de Spoleto va ser derrotat per Berenguer de Friül que ambicionava el tron d'Itàlia i va morir assassinat. És considerat rei d'Itàlia des del 896, en què va envair el regne, fins a la seva mort el 899.  
Com molts governants de l'època, Arnulf va estar molt implicat en disputes eclesiàstiques. L'any 895, a la Dieta de Tribur, va presidir una disputa entre les seus episcopals de Bremen, Hamburg i Colònia sobre l'autoritat jurisdiccional, que va veure que Bremen i Hamburg romanguessin com una seu combinada, independent de la seu de Colònia.

## Família

### Avantpassats
|  |                          |  |  |  |  |  |  |  |  |  |  |  |  |  |  |  |
|  | 16. Carlemany            |  |  |  |  |  |  |  |  |  |  |  |  |  |  |  |
|  |                          |  |  |  |  |  |  |  |  |  |  |  |  |  |  |  |
|  |                          |  |  |  |  |  |  |  |  |  |  |  |  |  |  |  |
|  | 8. Lluís el Piadós       |  |  |  |  |  |  |  |  |  |  |  |  |  |  |  |
|  |                          |  |  |  |  |  |  |  |  |  |  |  |  |  |  |  |
|  |                          |  |  |  |  |  |  |  |  |  |  |  |  |  |  |  |
|  | 17. Hildegarda           |  |  |  |  |  |  |  |  |  |  |  |  |  |  |  |
|  |                          |  |  |  |  |  |  |  |  |  |  |  |  |  |  |  |
|  |                          |  |  |  |  |  |  |  |  |  |  |  |  |  |  |  |
|  | 4. Lluís el Germànic     |  |  |  |  |  |  |  |  |  |  |  |  |  |  |  |
|  |                          |  |  |  |  |  |  |  |  |  |  |  |  |  |  |  |
|  |                          |  |  |  |  |  |  |  |  |  |  |  |  |  |  |  |
|  | 9. Ermengarda de Hesbaye |  |  |  |  |  |  |  |  |  |  |  |  |  |  |  |
|  |                          |  |  |  |  |  |  |  |  |  |  |  |  |  |  |  |
|  |                          |  |  |  |  |  |  |  |  |  |  |  |  |  |  |  |
|  | 2. Carloman de Baviera   |  |  |  |  |  |  |  |  |  |  |  |  |  |  |  |
|  |                          |  |  |  |  |  |  |  |  |  |  |  |  |  |  |  |
|  |                          |  |  |  |  |  |  |  |  |  |  |  |  |  |  |  |
|  | 10. Welf                 |  |  |  |  |  |  |  |  |  |  |  |  |  |  |  |
|  |                          |  |  |  |  |  |  |  |  |  |  |  |  |  |  |  |
|  |                          |  |  |  |  |  |  |  |  |  |  |  |  |  |  |  |
|  | 5. Emma d'Altdorf        |  |  |  |  |  |  |  |  |  |  |  |  |  |  |  |
|  |                          |  |  |  |  |  |  |  |  |  |  |  |  |  |  |  |
|  |                          |  |  |  |  |  |  |  |  |  |  |  |  |  |  |  |
|  | 11. Hedwig de Baviera    |  |  |  |  |  |  |  |  |  |  |  |  |  |  |  |
|  |                          |  |  |  |  |  |  |  |  |  |  |  |  |  |  |  |
|  |                          |  |  |  |  |  |  |  |  |  |  |  |  |  |  |  |
|  | 1. Arnulf de Caríntia    |  |  |  |  |  |  |  |  |  |  |  |  |  |  |  |
|  |                          |  |  |  |  |  |  |  |  |  |  |  |  |  |  |  |
|  |                          |  |  |  |  |  |  |  |  |  |  |  |  |  |  |  |
|  | 6. Eberhard de Caríntia  |  |  |  |  |  |  |  |  |  |  |  |  |  |  |  |
|  |                          |  |  |  |  |  |  |  |  |  |  |  |  |  |  |  |
|  |                          |  |  |  |  |  |  |  |  |  |  |  |  |  |  |  |
|  | 3. Litswinde             |  |  |  |  |  |  |  |  |  |  |  |  |  |  |  |
|  |                          |  |  |  |  |  |  |  |  |  |  |  |  |  |  |  |
|  |                          |  |  |  |  |  |  |  |  |  |  |  |  |  |  |  |

### Núpcies i descendents
Arnulf es va casar amb Ota, de la família dels conradins. Tingueren un fill:
- Lluís (893-911), futur rei Lluís IV d'Alemanya.

Arnulf també tingué dos fills il·legítims:
- Zuentibold (870 – 900), rei de Lotaríngia des del 895.
- Ratold (889 – 929), rei d'Itàlia breument durant el 896.